# چو یون وو
چو یون وو (کره‌ای: 조윤우؛ زادهٔ ۲۷ ژوئیه ۱۹۹۱) بازیگر اهل کره جنوبی است. او حرفهٔ بازیگری خود را در مجموعه تلویزیونی گل پسر رشته فروش (۲۰۱۱) آغاز کرد. او همچنین در مجموعه‌های تلویزیونی آژانس دوستی سیرانو (۲۰۱۳) و هوارانگ: جوانان جنگجوی شاعر (۲۰۱۶) نیز حضور پیدا کرده‌است.

## فیلم‌شناسی

### فیلم
| سال  | عنوان           | نقش                |
| ---- | --------------- | ------------------ |
| ۲۰۱۴ | بی‌گناهی اسکارلت | پسر خوش‌تیپ در کلاب |
| ۲۰۱۵ | پیشنهاد کامل    | جین سوب            |

### مجموعه تلویزیونی
| سال  | عنوان                        | نقش                           |
| ---- | ---------------------------- | ----------------------------- |
| ۲۰۱۱ | گل پسر رشته فروش             | وو هیون وو                    |
| ۲۰۱۲ | فقط یک داستان عاشقانه معمولی | هان جه کوانگ (جوانی)          |
| ۲۰۱۲ | بازمانده قوی‌ترین کی‌پاپ       | هان دونگ وو                   |
| ۲۰۱۲ | دلم برات تنگ شده             | متصدی پذیرش کارائوکه (قسمت ۵) |
| ۲۰۱۳ | ملکه جاه‌طلب                  | پارتنر هاریو (قسمت ۲–۴)       |
| ۲۰۱۳ | آژانس دوستی سیرانو           | دو آه رانگ                    |
| ۲۰۱۳ | هشدار زشت                    | لی دونگ وو (از قسمت ۵۵)       |
| ۲۰۱۳ | وارثان                       | مون جون یونگ                  |
| ۲۰۱۴ | پادشاه هتل                   | یو جو مین (قسمت ۱۷–۱۸)        |
| ۲۰۱۴ | انتخاب یک مادر               | کیم کیونگ جون                 |
| ۲۰۱۴ | موسیقی فردا                  | لی جه یونگ                    |
| ۲۰۱۵ | ماسک                         | اوه چانگ سو                   |
| ۲۰۱۵ | 我是你的喋喋phone            | سو لی                         |
| ۲۰۱۵ | بهت دستور می‌دم               | نام سو ری                     |
| ۲۰۱۶ | پاک                          | جونگ پال بونگ                 |
| ۲۰۱۶ | هوارانگ: جوانان جنگجوی شاعر  | کیم یو وول                    |
| ۲۰۱۷ | گروه خواهران                 | کو سه جون                     |